# 右執法
右執法（β Vir /室女座β）也称太微右垣一，是室女座的一颗恒星，英文名Zavijava。雖然編號為β，但是亮度在室女座內的排名只有第5。右執法的體積與質量都比太陽大，金屬含量也是比較豐富的。也就是說它有相當豐富的比氦還重的元素。
因為它的位置接近黃道，所以有時月亮會遮掩右執法，甚至行星也有機會遮掩它。

## 外部連結
- Kaler, Jim. . Stars: Portraits of Stars and their Constellations. 2007  [2007-06-06]. （原始内容存档于2007-04-02）.
- . Alcyone.   [2007-06-06]. （原始内容存档于2007-09-29）.